# Мишни (Лачынский район)
Мишни (азерб. Mişni) — село в Лачинском районе Азербайджанской Республики.

## История
Он был окупирован Вооруженными Силами Республики Армения в мае 1992 года.  1 декабря 2020 года Азербайджанская Армия освободила Лачинский район, в том числе село Мишни.
Село Мишни было отделено от Алхаслинского сельского совета 27.12.1989, и образован Мишнийский сельский совет с центром села Мишни. С января 1992 года село Мишни называется представительством в административном районе. Территория села Мишни представляет собой гористую местность общей площадью 854,0 га, из которых 695,0 га имеют сельскохозяйственное значение, а  98,5 га - лесные угодья.
На странице 114 второго тома «Энциклопедического словаря топонимов Азербайджана», опубликованного в 2007 году, было научно подтверждено, что топоним Мишни на древнетюркском языке означает «изгиб реки».
(В августе 1925‑го газета Заря Востока сообщала, что в означенном уезде созданы шесть дайраисполкомов и 63 сельсовета. Правда, автор статьи писал: «Многие сельсоветы помещаются в пещерах, например, в селе Мишни».
Баку, 21 октября 1925. В уезде на 330 селений с количеством жителей в 58.353 чел. Имеется 6 дайраисполкомов и 63 сельсовета. Многие сельсоветы помещаются в пещерах, например, сельсовет села Мишни. Чтобы подготовить местных работников, были открыты курсы по подготовке председателей и секретарей сельсоветов и дайрисполкомов и там обучалось до 150 товарищей. Дайрисполкомы теперь связаны с уездным центром строющимся городом Лачином телефоном.
«ЗВ». № 1009, 22 октября 1925 г.)

## Население
По состоянию на 01.01.2022 г. в селе Мишни временно расселено 509 семей с населением 1525 человек в 19 регионах страны.

## Известный военный деятели
Набиев Абдулла Мирза оглу, полковник - родился  в 1884 году в селе Мишни Зангезурского уезда (ныне Лачинский район). Он получил военное образование в Тбилисском пехотном юнкерском высшем военном училище и дослужился от звания прапорщика до звания полковника. Был командиром Загатальского кавалерийского полка Объединенного Закавказского военного округа. Абдулла Набиев умер в 1986 году в селе Мишни Лачинского района.
Источник: Приказ Военного управления Азербайджанской Республики (штаба армии) № 219 от 24 апреля 1920 года.
Агаев Агамамед Гамбар оглу, старший лейтенант - родился в 1918 г. в Лачинском районе Азербайджана. В РККА с 1939г. Коммунист. Сражался на Северо-Западном фронте - командир стрелковой роты 232-го стрелкового полка 182-й стрелковой дивизии. В бою 14 марта 1943г., несмотря на губительный артиллерийский и минометный обстрел, успешно командовал стрелковой ротой. Рота уничтожила более 50 солдат и офицеров врага, подавила три станковых пулемета, мешающих продвижению пехоты. В бою был ранен, но поля боя не покинул до окончательного выполения ротой поставленной задачи. За мужество и героизм, проявленные в боях с захватчиками, приказом по войскам Северо- Западного фронта №029 от 4 апреля 1943 старший лейтенант Агамамед Агаев награжден медалью "За Отвагу".(По материалам ЦАМО)
Источник: https://www.savash-az.com/INF1-1.htm
Мамедов Махмуд Гамид оглы , подполковник - родился в 1926 году в селе Мишни Лачинского района. Первое образование он получил в четырехклассной школе села Мишни. Затем продолжил среднее образование в средней школе села Минкенд Лачинского района. Эту школу он окончил с отличием, а после окончания средней школы один год проработал учителем в школе села Мишни. Тогда учитель отправил его в село Джагазур. Проработав там несколько лет, он был назначен первым секретарем Лачинского райкома комсомола. В 1943 году  oн отправился на Великую Отечественную войну и участвовал в войне. После Победы над врагом в 1945 году его приняли в военное училище на Украине. После окончания военного училища его направили на военную службу во Львов, Украина. Затем продолжил службу в воинской части в городе Гюмри, а затем в воинской части в Лянкяране.С 1965 по 1975 год работал на ответственной должности в Военном комиссариате Азербайджана и дослужился до звания подполковника. также окончил Азербайджанский государственный университет (ныне БГУ). Он окончивший его с отличием, работал преподавателем в Азербайджанском политехническом институте с 1976 года до выхода на пенсию. Махмуд Мамедов участвовал в 1-й Карабахской войне. Он обладавший глубокими познаниями в военном искусстве и уделявший особое внимание природе, скончался в Баку в августе 2006 года.

## Замок Мишни
Замок расположен на левом берегу реки Гочазсу (Мишнису) на территории села Мишни Лачинского района Азербайджанской Республики. Среди местного населения его также называют Говургала (замок Кавыр или замок Кафир).Замок был построен из больших кусков скалы.
Источник: Мишни галасы // Азербайджанская советская энциклопедия: [10 томов]. Том VII: Египет — Прадо. Баку: Главный редактор Азербайджанской Советской Энциклопедии. Главный редактор: Ҹ. Б. Гулиев. 1983. С. 14.